# Arun Jaitley Stadium
Il Arun Jaitley Stadium (noto fino al 2019 come Feroz Shah Kotla Stadium) è uno stadio indiano di cricket situato nella città di Nuova Delhi.

## Storia
Inaugurato nel 1883 ha ospitato il primo test match della sua storia il 10/14 novembre 1948 e il primo One Day International il 15 settembre 1982. 
Nel corso degli anni è diventato uno dei più importanti stadi di cricket del paese, ospitando diversi incontri nelle coppe del mondo del 1987, 1996 e 2011. Inoltre è celebre per essere una roccaforte per la nazionale di casa, che qui è rimasta imbattuta per oltre 28 anni.
Ospita le partite domestiche della squadra Delhi Capitals della Indian Premier League.
Il 12 settembre 2019 lo stadio è stato rinominato in memoria di Arun Jaitley, dirigente sportivo ed ex ministro delle finanze.

## Trasporti
- Delhi Metro: Delhi Gate Metro Station
- Indian Railways: Tilak Bridge railway station (TKJ)